# Chengdu Shuangliu International Airport
Chengdu Shuangliu International Airport (kinesiska: 成都双流国际机场) är en flygplats i Kina. Den ligger i prefekturen Chengdu Shi och provinsen Sichuan, i den sydvästra delen av landet, omkring 14 kilometer sydväst om provinshuvudstaden Chengdu.
Runt Chengdu Shuangliu International Airport är det tätbefolkat, med 819 invånare per kvadratkilometer. Närmaste större samhälle är Chengdu, 15,0 km nordost om Chengdu Shuangliu International Airport. Runt Chengdu Shuangliu International Airport är det i huvudsak tätbebyggt.
Genomsnittlig årsnederbörd är 1 318 millimeter. Den regnigaste månaden är juli, med i genomsnitt 377 mm nederbörd, och den torraste är december, med 11 mm nederbörd.